# Mundur garnizonowo-służbowy
Mundur garnizonowo-służbowy – typ umundurowania w Polskich Siłach Zbrojnych na Zachodzie.
W okresie istnienia Polskich Sił Zbrojnych na Zachodzie obowiązywały następujące typy ubiorów: polowy, garnizonowy i garnizonowo-służbowy.

## Zastosowanie
Ubiór garnizonowo-służbowy obowiązywał wyższych dowódców i asystujących im oficerów w czasie wizytowania oddziałów na przeglądach, rewiach oraz oficerów żandarmerii na służbie. 

## Elementy umundurowania
W skład ubioru garnizonowego oficerów wchodziła:
- czapka garnizonowa: rogata wzór 1935 lub okrągła lotnictwa[a]
- beret lub furażerka
- kurtka oficerska z kamgarnu barwy khaki[b], z wykładanym kołnierzem i klapami noszona z koszulą khaki i krawatem
- pas skórzany z poprzeczką
- rękawiczki brązowe ze skóry lub zamszu
- spodnie do długich butów przeważnie uszyte z grubego materiału barwy beżowej
- długie buty brązowe lub czarne

Do ubioru obowiązywał pistolet lub rewolwer w skórzanym futerale noszony z lewej strony przy pasie głównym. Pas nakładano również na płaszcz sukienny. 
Nie wolno było nosić pasa sukiennego na kurtce i płaszcza British Warm.